# Кизаев, Владимир Алексеевич
Владимир Алексеевич Кизаев (род. 22 февраля 1940) — советский хоккеист, нападающий. Мастер спорта СССР (1963).

## Биография
За «Торпедо» Горький играл в молодёжном чемпионате СССР 1958/59. В сезонах 1959/60 — 1960/61 выступал в чемпионате РСФСР за «Динамо» Горький. Четыре следующих сезона провёл в команде чемпионата СССР «Торпедо» Горький. В дальнейшем играл за «Дизелист» Пенза (1965/66 — 1966/67), «Водник» Тюмень (1967/68 — 1971/72) — автор первого гола клуба в классе «А» (2 группа), «Искру» Горький (1973/74 — чемпионат РСФСР).